# Koncse-darja

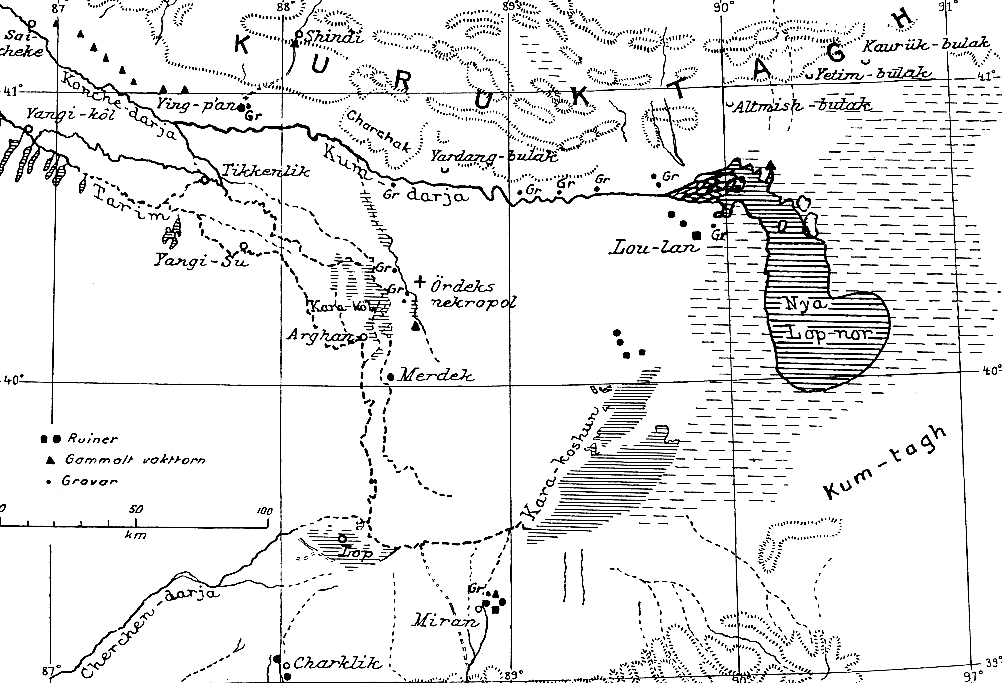
Folke Bergman svéd régész térképe a Lop-nór környékéről (1935)

A Koncse-darja Hszincsiang folyója, 550 km hosszú. A  Boszten-tóból ömlik ki, átvág a  Tien-san keleti nyúlványain, és a Kasgar-síkság északkeleti szélén folyik tovább. A síkságon két ágra szakad. Az egyik dél felé halad, és gyakran változtatja folyásirányát. A másik a Kum-darja, 1971-ig a Lop-nórt táplálta.